# Miltach
Miltach là một đô thị ở huyện Cham bang Bayern nước Đức. Đô thị Miltach có diện tích 25,24 km², dân số thời điểm ngày 31 tháng 12 năm 2006 là 2353 người.